# Душмани (роман)
Душмани (енгл. Jingo; издат 1997) је двадесет и први роман Терија Прачета о Дисксвету. Оригинални назив романа је архаична реч, нејасног порекла, која се користила у Уједињеном Краљевству током 18. и 19. века. Та реч, као и изведене речи, постала је асоцијација за шовинизам, тим пре што се појављује и у песми из руско-турског рата 1877-78. Такође, ова реч је и име ратничке јапанске царице из 2/3. века, која је по легенди имала моћ над плимом и осеком. Ова књига је 2009. у Београду представљена на Сајму књига у издању „Лагуне“. Ово је четврти роман о градској стражи Анк-Морпорка.

## Радња
Два рибара истовремено откривају острво које је изронило из мора. Невоља је што припадају различитим народима који иначе немају нарочито мишљење једни о другима; Анк-Морпоркчанима и Клачанима. И једни и други полажу право на то новонастало острво и спрема се рат између две државе. Повод за рат је атентат на клачанског принца, који је наизглед веома невешто покушан, али се у позадини крије веома мудро осмишљена завера. Решавање случаја је припало команданту Вајмсу и његовој групи веома необичних припадника градске страже, коју чине вукодлак, зомби, патуљчица, као и неколико живописних примерака људске расе. У паралелним реалностима се дешавају различити догађаји. У трагичној верзији, Вајмс није кренуо да гони осумњиченог, док је у ведријој кренуо у потеру за њим чак до Клача и непрегледне пустиње. При томе гаји наде да ће спречити и рат који само што није почео, у чему ће му неочекивано помоћи дипломатија и наука...

## Критике и коментари
Сајт „Арт-анима“ описује роман као духовит приказ рата, расизма, национализма, шовинизма „и других изама“. Прича је окарактерисана као непредвидива, са много заокрета, која неће разочарати како оне који су већ упознати са делима Терија Прачета, тако ни нове читаоце. На сајту The L-Space Web врло је детаљно дата анализа дела. Између осталог, аутори сајта тврде да је реченица коју изговара један од главних ликова, капетан Керот, а која гласи: „То је све у реду, Рег? То није принуда, је л'?“ (у оригиналу: This is all right, Reg? It's not coercion, is it?), изазвала највише полемика међу љубитељима „Дисксвета“, јер у датом контексту није у сагласности са карактером тог лика. Наиме, Керот је овај пут лош полицајац, неискрен и који изнуђује признања од лопова за недела за која и сам зна да никако не могу бити одговорни. Прачет је то објаснио тиме што је Керота наљутило што су његову девојку (вукодлака) узели за таоца и желео је да их натера да се покају за оно што су учинили. Према Прачету, патрициј на догађај неће обратити пажњу, Вајмс ће одбацити половину оптужби, лопови ће бити срећни што су остали живи, а други лопови ће све то схватити као озбиљну опомену; дакле, правда је ипак задовољена.